# دوغ بلير
دوغ بلير (بالإنجليزية: Doug Blair)‏ (26 يونيو 1921 في المملكة المتحدة - 1 يوليو 1998 في المملكة المتحدة) هو لاعب كرة قدم بريطاني (وحمل سابقاً جنسية المملكة المتحدة لبريطانيا العظمى وأيرلندا) في مركز مهاجم داخلي. لعب مع كارديف سيتي ونادي بلاكبول ونادي هيرفورد.